# Osthimosia mysterium
Osthimosia mysterium är en mossdjursart som beskrevs av Gordon 1989. Osthimosia mysterium ingår i släktet Osthimosia och familjen Celleporidae. Inga underarter finns listade i Catalogue of Life.